# Gigabit Passive Optical Network
Gigabit Passive Optical Network (GPON) ist eine shared-medium-Technologie auf Basis von passiven optischen Netzen (PON).
Sie ermöglicht es, dem Nutzer Datenraten von bis zu 2,5 Gigabit/s in Downstream- und 1,25 Gigabit/s in Upstreamrichtung pro Zelle bereitzustellen.

## Verbreitung

### Deutschland
Im Rahmen eines Pilotprojektes begann die Deutsche Telekom 2009, GPON auf Basis der FTTB-Netztopologie in den Dresdner Stadtteilen Striesen und Blasewitz einzuführen, um DSL beziehungsweise VDSL-Internetzugänge mit Breitbandformat anbieten zu können. 75 Prozent der Haushalte in dem Gebiet wurden mit dieser Technik ans Breitbandnetz angeschlossen. Für Gebäude mit weniger als fünf Wohneinheiten wurden jedoch zunächst lediglich die Glasfaserkabel verlegt, die zugehörige GPON-Anschlusstechnik aber wegen zu hoher Investitionskosten nur vereinzelt als FTTH-Anschlüsse in EFH oder MFH mit <5 WE installiert. (Diese neu verlegten Leitungen sollten erst später – im Rahmen von FTTH-Anschlüssen, sobald technisch verfügbar – reguläre Verwendung finden.) Somit blieben ca. 25 Prozent der Haushalte in dem Gebiet noch mehrere Jahre ohne Breitbandanschluss. Erst ab Ende 2012 wurden diese restlichen Wohnungen angeschlossen.
GPON wird bisher bei allen FTTH-Ausbauten der Deutschen Telekom und vieler anderer Netzbetreiber verwendet. Auch die FTTB-Ausbauten des Kölner Anbieters NetCologne und des Münchner Netzbetreibers M-net basieren auf GPON.

### Österreich
Der Kabelnetzbetreiber UPC Austria (mittlerweile Magenta Telekom) bieten die Technologie seit 2019 auf ihren Netzen in Teilen des Gebiets an. Ebenso bietet die teilstaatliche A1 Telekom Austria hauptsächlich in Ballungsgebieten, aber auch bei Neubauten FTTH auf GPON Basis an. In ländlichen Gebieten gibt es sowohl regionale Projekte auf Gemeinde-Ebenen als auch überregionale Unternehmen (wie ÖGIG und NÖGIG), die dann passive FTTH Netze auf GPON Basis bauen und anderen Dienstebetreibern zur Verfügung stellen.

### Schweiz
UPC Schweiz bietet ebenfalls seit 2019 diese Technologie in Teilen der Versorgungsgebiete an.

## Technik
GPON arbeitet mit einer generischen Verkapselung (GEM), mit der Ethernet-Frames und Daten im Zeitmultiplex (TDM) über eine GPON-Verbindung übertragen werden können. Im Gegensatz zu BPON könnten mit GPON in beiden Richtungen Datenraten im Gigabit-Bereich realisiert werden. So definiert die ITU-Empfehlung G.984 für den Downlink Datenübertragungsraten von 1,25 Gbit/s und 2,5 Gbit/s. Der Uplink wird mit Geschwindigkeiten von 125 und 622 Mbit/s sowie mit 1,25 und 2,5 Gbit/s unterstützt. Zwischen der Vermittlungsstelle und den Endkunden befinden sich ein bis zwei passive optische Strahlteiler (Splitter), die das Signal an bis zu 64 Endkunden weiterverteilen. Die Splitter benötigen keine externe Stromversorgung. Dies ist der wesentliche Unterschied zu einem aktiven optischen Netz (AON). Alle Endkunden empfangen dasselbe Signal, können aber aus dem Datenstrom nur den für sie bestimmten Anteil entschlüsseln. Der Schlüssel errechnet sich aus der Modem-ID des Endkunden. Diese Identifikationskennung muss dem Netzbetreiber bekannt sein, und beim Wechsel des Modems gegebenenfalls geändert werden.
Für die Übertragung von Video hat die ITU separate Wellenlängen definiert. Mehrere Netzbetreiber übertragen auf diesem Weg Kabel-TV-Signale. Da aber Videosignale auch mittels IP-Protokoll über GPON übertragen werden können, ist es denkbar, dass die separaten Wellenlängen auch ungenutzt bleiben.